# Brachyhospes
Brachyhospes é um gênero de coleóptero da tribo Callichromatini (Cerambycinae); compreende apenas duas espécies, com ocorrência apenas na República Democrática do Congo.

## Sistemática
- Ordem Coleoptera
  - Subordem Polyphaga
    - Infraordem Cucujiformia
      - Superfamília Chrysomeloidea
        - Família Cerambycidae
          - Subfamília Cerambycinae
            - Tribo Callichromatini
              - Gênero Brachyhospes (Juhel & Bentanachs, 2012)
                - Brachyhospes reticollis (Quedenfeldt, 1888)
                - Brachyhospes scutellaris (Hintz, 1919)